# پاکا لا پیرانیا
پاکا لا پیرانیا (به انگلیسی: Paca la Piraña) با نام کامل فرانسیسکا آراسیل کاسرس (به انگلیسی: Francisca Aracil Cáceres) (زاده ۱ ژوئن ۱۹۶۲) بازیگر اسپانیایی است.
او یک زن ترنس است.